# グッドドリームズ
『グッドドリームズ』（Good Dreams）は、菅知香による1990年代の日本におけるバンドブームを舞台にした日本の小説。2009年12月21日に角川書店より刊行。
映画監督・岩井俊二公式Web内のシナリオコーナー 「しな丼」（現プレイワークス）に応募された小説であり、著者自らが脚本参加し、2005年に岩井俊二プロデュースで『BANDAGE』としてラジオドラマ化（声の出演：塩谷瞬・香里奈他）。2010年1月16日、赤西仁、北乃きい主演で『BANDAGE バンデイジ』として映画公開された。

## ストーリー
空前のバンドブームが到来していた1990年代前後。普通の女子高生・アサコは夏休み前、友達に連れて行ってもらったライブで、人気ロックバンド、『ルーツ』に目覚める。ある日、アサコは友達のミハルと打ち上げ潜入に成功。それをきっかけにボーカルのタクヤと付き合うことに。憧れの人と付き合い、夢のような場所に足を踏み入れたアサコ。だが、時はバンドブーム。アサコがそこで見たものは――。

## 登場人物
アサコ（都築麻子） 17歳
ラジオ：香里奈（CD版：早瀬英里奈） / 映画：北乃きい
普通の女子高生。クラスメートにカセットテープをもらい、ルーツのファンになる。
ライブの打ち上げに潜入し、その後、タクヤとつき合うことになる。
大学生の姉がいる。
タクヤ 24歳
ラジオ：塩谷瞬（テルとして）/ 映画：赤西仁（ナツとして）
ロックバンド・ルーツの旗揚者で、リーダー兼、ボーカル。
大好物はパスタ（カルボナーラ）。
ミハル 16歳
ラジオ:奥田恵梨華/ 映画：杏
ルーツ・ユキナリのファン。アサコの友達。
高校を中退している。好きな食べ物はチュッパチャプス。
ヒトミ 22歳
ラジオ：野波麻帆 / 映画：伊藤歩（ユカリとして）
ルーツ所属事務所のスタッフ。
ユキナリ（ラジオドラマと映画ではユキヤ） 24歳
ラジオ：小西大樹/ 映画：高良健吾
ルーツのギター。
トモ（ラジオドラマと映画ではケンジ） 24歳
ラジオ：高山猛久/ 映画：笠原秀幸
ルーツのベース。
リュウジ（ラジオドラマと映画ではリュージ）　24歳
ラジオ：弓削智久/ 映画：金子ノブアキ
ルーツのドラム。
ヤマネ　
ルーツ所属事務所のスタッフ。
タクヤの高校時代の軽音部の後輩。

## モバイル配信
タワーレコードのモバイルサイトにて小説を、2009年4月4日から9月3日までの期間限定で配信した。
日本テレビのバラエティ番組「ハッピーミックス」との連動企画。架空のOLユウキ（優木まおみ）が運営するブログ「ハッピーミックス」で、彼女が読んでいる小説として「グッドドリームズ」が紹介された。なお、番組のレギュラーは、のちに映画でプロデュース・音楽・監督を務める小林武史である。映画化の連動企画のひとつとも言える。

## ラジオドラマ
プレイワークスプロジェクト・ラジオドラマ第8弾として製作され、FMラジオ番組「円都通信」（TOKYO FM他JFN系列各局）にて2005年2月2日から3月31日まで放送された。
第42回ギャラクシー賞奨励賞を受賞し、2006年3月1日にはSEEDS OF MOVIES『Bandage』のタイトルでエイベックス・マーケティングより1万枚限定でCD（CCCD仕様）が発売された（販売元：コミュニケーションズ）。

### スタッフ
- 脚本：菅知香、網野酸
- 監督：中村真夕
- プロデューサー: 大作昌寿
- 音楽：安井輝、富澤タク（劇中歌）
- 制作：REALWAVE

### キャスト
- 高杉輝：塩谷瞬
- 都築麻子：香里奈（CD版：早瀬英里奈）
- 矢野仁美：野波麻帆
- 倉田リュージ：弓削智久
- 長門雪也：小西大樹
- 倉田優子：すほうれいこ
- 野中ミハル：奥田恵梨華
- コズエ：松本まりか
- 山根ケンジ：高山猛久
- 武部：永野典勝
- 小久保：本郷弦

## 制作中止になった映画企画 (2005年)
プレイワークスプロジェクト、映画第1弾として映画「Bandage」が2005年に企画された。ラジオドラマのシナリオを基にして、岩井俊二と菅知香による改稿脚本が書かれた。北村龍平が監督を務め、主演に成宮寛貴を起用するとして、映画企画が記者会見などで発表された。公開は2006年の予定であったが、その後制作は進まず、企画は白紙状態となった。

### スタッフ
- 原作：菅知香『グッドドリームズ』
- 脚本：岩井俊二、菅知香
- 監督：北村龍平
- プロデュース：佐谷秀美
- 音楽プロデュース：佐久間正英

### キャスト
- 成宮寛貴

## 映画 (2010年)
音楽プロデューサーの小林武史の劇映画初監督作品であり音楽も全て手掛けている。脚本、プロデュースには映画監督の岩井俊二が参加。
撮影、クランクインは2008年11月上旬から12月上旬に都内を中心にしたライブ会場などで行われ、完成は2009年、公開は2010年1月16日。キャッチコピーは「その悲しみも 苦しみも 届かなかった。」・「きっと何年たっても 変われないものがある」。
2009年11月21日に発売のポストカード特典付の前売券は初日売上枚数が約7万枚となり、東宝の実写映画史上最高記録となった。また2009年11月2日の試写会は1,000席数に対し約300倍の当選確率になる数万通もの応募が殺到した。
全国214スクリーンで公開され、2010年1月16,17日初日2日間で興収1億3417万円、動員は10万4060人になり映画観客動員ランキング（興行通信社調べ）で初登場第4位となった。
2010年1月19日には東京・渋谷AXでライブイベントが行われ、ボーカルが赤西仁、ドラムが金子ノブアキ、キーボードを小林武史監督を務め全7曲を披露している。2,800席数に対し当選倍率50倍という大盛況であった。
2010年7月23日に発売した豪華版DVDは、発売初週で3．7万枚を売り上げ、2010年8月2日付オリコン週間DVDランキングおよびDVD映画ランキングで第1位を獲得した。2010年の邦画の首位は『20世紀少年 最終章 ぼくらの旗』以来5ヶ月ぶりとなり、赤西仁ソロとしての総合首位は初で『有閑倶楽部DVD-BOX』（累積売上枚数2．0万枚）を上回る自己最高記録を更新している。

### ストーリー
時は1990年代。普通の女子高生・アサコは、ある日親の不祥事で高校を退学することとなったクラスメートで親友のミハルから「LANDS」のCDをもらう。それをきっかけにLANDSにのめり込んだアサコはミハルと共に初ライブを経験。その夜、二人は打ち上げ会場に忍び込みLANDSのメンバーと知り合う。LANDSのボーカル・ナツはアサコを気に入り、スタジオに連れ込んだりするがマネージャーのユカリは彼女の存在を許さない。それを心配したナツは倒れたユカリのもとにアサコを向かわせて二人を和解させる。アサコはLANDSのマネージャー代行を務める事となり、高校卒業後正式にLANDSのスタッフとなる。その後ナツが作った曲「元気」がヒット。一気にスターダムを駆け上がったかに見えたLANDSだが、これを機に崩壊していく。

### スタッフ
- 原作：菅知香『グッドドリームズ』（角川書店 2009年12月21日刊行）
- 脚本：岩井俊二、菅知香
- 監督・編集・音楽プロデュース：小林武史
- 総合プロデュース：小林武史、岩井俊二
- 主題歌：LANDS -ランズ-「BANDAGE」(ジェイ・ストーム)
- ミュージシャンコーディネート：藤井丈司
- 美術スーパーバイザー：種田陽平
- 技術協力：西華産業
- ラボ：東京現像所
- スタジオ：東宝スタジオ
- 企画協力：三枝孝臣、戸田一也、寺内壮、毛利忍、加藤孝司
- エグゼクティブプロデューサー：奥田誠治
- Co.エグゼクティブプロデューサー：小野利恵子、菅沼直樹
- プロデューサー：伊藤卓哉、植野浩之
- Co.プロデューサー：石原真、陶山明美
- アソシエイトプロデューサー：団野健、高橋信一
- キャスティング：山口正志
- 製作者：堀越徹、阿佐美弘恭、小林武史、岩井俊二、藤島ジュリー景子、平井文宏、島谷能成、村上博保
- 製作：「BANDAGE バンデイジ」製作委員会（日本テレビ放送網、D.N.ドリームパートナーズ、烏龍舎、ロックウェルアイズ、ジェイ・ストーム、バップ、東宝、読売テレビ放送）
- 企画：ロックウェルアイズ
- 制作：keyworks
- 制作協力：バサラ・ピクチャーズ

### キャスト
- ナツ（高杉ナツ）赤西仁 - LANDSのボーカル
- アサコ（都築麻子）北乃きい - 都内の女子校に通う高校生
- ユキヤ：高良健吾
- アルミ：柴本幸
- リュージ：金子ノブアキ
- ケンジ：笠原秀幸
- ミハル：杏
- ユカリ（湯刈信子）：伊藤歩
- アサコの母 ヤヨイ：斉藤由貴
- 武部：財津和夫
- 小久保：近藤芳正
- 八神：長谷川初範
- 戸田：鈴木一真
- 石塚義之、田窪一世、キタキマユ　ほか